# Adaílton Martins Bolzan
Adaílton Martins Bolzan, noto semplicemente come Adaílton (Santiago, 24 gennaio 1977), è un ex calciatore brasiliano, di ruolo attaccante, tecnico in seconda della Juventude U-20.

## Biografia
Ha dichiarato di aver scelto la maglia del Bologna numero 85 in quanto anno di nascita della fidanzata e di aver superato la delusione per non essere mai stato convocato in Nazionale maggiore dopo esservi stato molto vicino alla fine degli anni novanta.

## Caratteristiche tecniche
In carriera è stato impiegato come seconda punta, trequartista e, più raramente, esterno alto di centrocampo. Intervistato ha pubblicamente dichiarato di preferire la posizione di seconda punta o trequartista. Fra i pregi annovera un ottimo tocco di palla, mancino naturale, tra i migliori sinistri d'Europa della sua generazione, è uno specialista sui calci di punizione. Intervistato da un tifoso bolognese ha detto di ispirarsi, nel tirare i calci piazzati, a Zico, suo connazionale. Sempre nel corso della stessa intervista ha dichiarato che alcuni lo vedrebbero bene come centrocampista d'impostazione davanti alla difesa, ma di non sentirsi adatto a ricoprire tale ruolo.

## Carriera

### Giocatore
Inizia la carriera in Brasile, nella Juventude nel 1993. Milita per tre stagioni in Sud America.
Nell'estate 1997 disputò un buon Mondiale U20, laureandosi capocannoniere e aggiudicando l'Adidas Golden Shoe. Le aspettative attorno a lui divennero altissime e i giornalisti lo paragonano a Ronaldo e Romário.
Il Parma decise quindi di acquistare con la formula del prestito il giocatore, che venne preferito dall'allenatore Ancelotti a Roberto Baggio per questioni tattiche. Durante le amichevoli estive Adailton si fece notare per il gran numero di goal segnati, tra cui uno contro il Celtic, ma durante l'anno giocò solo tredici partite segnando due reti. Esordì alla terza giornata di campionato, contro il Piacenza, sostituendo Crespo e fu schierato per la prima volta dall'inizio, anche a causa di una squalifica che aveva colpito Enrico Chiesa, in Empoli-Parma, dove realizzò il suo primo goal in Serie A.
L'anno dopo passa al Paris Saint-Germain, in una stagione totalizza 19 presenze e due reti. Nel 1999 torna in Italia, al Verona, appena promosso in Serie A, dove gioca tre anni in Serie A e quattro in Serie B, segnando in ogni stagione un numero maggiore di reti fino alle 15 in 39 presenze della stagione 2005-2006.
Nella stagione 2006-07 passa al Genoa, con il quale il 10 giugno 2007 raggiunge la promozione in Serie A, grazie anche ai suoi 11 gol. Il 31 agosto 2007 lascia Genova e firma per il Bologna. Debutta con i felsinei tre giorni dopo sul campo della Spezia segnando il goal dello 0-2 dopo 27 minuti di gioco. Il primo campionato in rossoblu si conclude con la conquista della Serie A.
Il 27 settembre 2009 realizza, nel recupero, la rete del pareggio in casa della Juventus. Il 28 febbraio 2010, durante Genoa-Bologna (3-4), mette a segno la sua prima tripletta nella massima serie, battendo così il suo record stagionale di segnature in serie A.
A fine campionato 2009-10 il suo contratto col Bologna scade, e nell'agosto 2010 firma un biennale con i rumeni del Vaslui. Dopo 41 presenze e 13 gol segnati nel campionato rumeno, nel 2012 decide di lasciare la Romania.
Non riuscendo a trovare squadra in Italia, nell'aprile del 2013 decide di ritornare in Brasile nel club che l'ha visto crescere, lo Juventude, in quarta serie.

### Allenatore
Nel 2014 smette di giocare e frequenta un corso di allenatore. Nel luglio 2017 comincia il corso da allenatore a Coverciano che consente di allenare in Serie D. Nella stagione 2017-2018 è vice allenatore alla Virtus Verona, la terza squadra di Verona, in serie D a fine stagione promossa in serie C.
L'11 giugno 2019 diventa il nuovo allenatore della Vigor Carpaneto, squadra piacentina militante nel campionato di Serie D. 
Viene esonerato il 7 ottobre 2019 dopo 6 giornate e 4 sconfitte consecutive con la squadra al penultimo posto.
Il 27 maggio 2021 diviene il vice allenatore del Gama, formazione militante nella Serie D brasiliana.
Il 9 aprile 2022 è ingaggiato come collaboratore tecnico/vice allenatore delle squadre giovanili della Juventude. 
Dal 2024 è vice allenatore dell'International

## Statistiche[22]

### Presenze e reti nei club
Statistiche aggiornate al 20 maggio 2012.
| Stagione        | Squadra         | Campionato      | Campionato | Campionato | Coppe nazionali | Coppe nazionali | Coppe nazionali | Coppe continentali | Coppe continentali | Coppe continentali | Altre coppe | Altre coppe | Altre coppe | Totale | Totale |
| Stagione        | Squadra         | Comp            | Pres       | Reti       | Comp            | Pres            | Reti            | Comp               | Pres               | Reti               | Comp        | Pres        | Reti        | Pres   | Reti   |
| --------------- | --------------- | --------------- | ---------- | ---------- | --------------- | --------------- | --------------- | ------------------ | ------------------ | ------------------ | ----------- | ----------- | ----------- | ------ | ------ |
| 1997-1998       | Parma           | A               | 13         | 2          | CI              | 6               | 1               | UCL                | 2                  | 1                  | -           | -           | -           | 21     | 4      |
| 1998-1999       | Paris SG        | D1              | 19         | 2          | CF+CdL          | 2+3             | 2+0             | CdC                | 1                  | 0                  | SF          | 0           | 0           | 25     | 4      |
| 1999-2000       | Verona          | A               | 28         | 7          | CI              | 1               | 0               | -                  | -                  | -                  | -           | -           | -           | 29     | 7      |
| 2000-2001       | Verona          | A               | 18         | 4          | CI              | 2               | 1               | -                  | -                  | -                  | -           | -           | -           | 20     | 5      |
| 2001-2002       | Verona          | A               | 3          | 1          | CI              | 0               | 0               | -                  | -                  | -                  | -           | -           | -           | 3      | 1      |
| 2002-2003       | Verona          | B               | 23         | 5          | CI              | 2               | 0               | -                  | -                  | -                  | -           | -           | -           | 25     | 5      |
| 2003-2004       | Verona          | B               | 23         | 9          | CI              | 1               | 0               | -                  | -                  | -                  | -           | -           | -           | 24     | 0      |
| 2004-2005       | Verona          | B               | 29         | 9          | CI              | 2               | 0               | -                  | -                  | -                  | -           | -           | -           | 31     | 9      |
| 2005-2006       | Verona          | B               | 39         | 15         | CI              | 2               | 1               | -                  | -                  | -                  | -           | -           | -           | 41     | 16     |
| Totale Verona   | Totale Verona   | Totale Verona   | 163        | 50         |                 | 10              | 2               |                    | -                  | -                  |             | -           | -           | 173    | 52     |
| 2006-2007       | Genoa           | B               | 26         | 11         | CI              | 4               | 3               | -                  | -                  | -                  | -           | -           | -           | 30     | 14     |
| 2007-2008       | Bologna         | B               | 32         | 8          | CI              | -               | -               | -                  | -                  | -                  | -           | -           | -           | 32     | 8      |
| 2008-2009       | Bologna         | A               | 23         | 1          | CI              | 2               | 1               | -                  | -                  | -                  | -           | -           | -           | 25     | 2      |
| 2009-2010       | Bologna         | A               | 31         | 11         | CI              | 1               | 0               |                    | -                  | -                  |             | -           | -           | 32     | 11     |
| Totale Bologna  | Totale Bologna  | Totale Bologna  | 86         | 20         |                 | 3               | 1               |                    | -                  | -                  |             | -           | -           | 89     | 21     |
| 2010-2011       | Vaslui          | Liga I          | 29         | 11         | CR              | 1               | 0               | UEL                | 0                  | 0                  | -           | -           | -           | 30     | 11     |
| 2011-2012       | Vaslui          | Liga I          | 30         | 6          | CR              | 4               | 2               | UCL+UEL            | 2+6                | 0                  | -           | -           | -           | 42     | 8      |
| Totale Vaslui   | Totale Vaslui   | Totale Vaslui   | 59         | 17         |                 | 5               | 2               |                    | 8                  | 0                  |             | -           | -           | 72     | 19     |
| Totale carriera | Totale carriera | Totale carriera | 366        | 102        |                 | 33              | 11              |                    | 11                 | 1                  |             | 0           | 0           | 410    | 114    |

## Palmarès

### Giocatore

#### Individuale
- Capocannoniere del Campionato sudamericano di calcio Under-20: 1

Cile 1997 (8 gol)
- Scarpa d'oro del campionato del mondo Under-20: 1

Malesia 1997 (10 gol)